# Margarine
Pour les articles homonymes, voir Margarine (homonymie).
La margarine est une préparation culinaire inventée par Hippolyte Mege-Mouries, suite à un concours organisé par Napoléon III en 1869 afin de trouver un produit susceptible de remplacer le beurre, qui était une denrée rare et coûteuse. Il s'agit d'une émulsion d'eau et d'huile végétale stabilisée par l’addition d’émulsifiants et dont la teneur en lipides peut varier de 10 à 90 % en poids. Le brevet a été déposé le 15 juillet 1869 [brevet d'invention, n° 86-480] en France et la margarine obtient une autorisation de mise sur le marché en avril 1872, avec une condition requise : en aucun cas la margarine ne devait être nommée beurre.
Vue comme un substitut du beurre, elle fut longtemps présentée aux consommateurs comme ayant l'avantage de se conserver plus longtemps, d'être plus économique et de présenter une texture plus malléable.

## Législation

### En France
Le règlement du conseil européen du 5 décembre 1994 (2991/94) précise la nature des huiles et des matières grasses concrètes d’origine végétale, additionnées ou non de matière grasse laitière. La consistance doit rester solide et tartinable à 20 °C. Certains additifs sont autorisés afin de développer une aromatique spécifique ou d'apporter des vitamines, ainsi que des colorants ou des antioxydants. Ils doivent être mentionnés comme ingrédients dans les produits destinés à la consommation humaine (arrêté du 2 octobre 1997 version 2017 Annexe I-C).
L’appellation « margarine » et « beurre » est réglementée pour les matières grasses étalables avec une teneur lipidique supérieure ou égale à 80 %.
La mention « à teneur réduite en matière grasse » ou « allégée » s’applique pour des produits dont la teneur en matière grasse est supérieure à 41 % jusqu’à 62 % inclus.
Les mentions « à faible teneur en matière grasse », « light » ou « léger » concernent des produits dont la teneur en matière grasse est inférieure ou égale à 41 %.

## Historique
En 1813, le chimiste français Michel-Eugène Chevreul pense découvrir une nouvelle molécule, alors qu'il travaillait sur les produits de l'hydrolyse du saindoux par la potasse, qu'il nomme l'acide margarique. Puis, le chimiste allemand Franz Varrentrapp (de) (1815-1877) l'étudie, sous les ordres de Justus von Liebig, mais abandonne ses travaux.
La margarine a été mise au point en France à la suite d’un concours lancé en 1869 par Napoléon III pour la recherche d’un « corps gras semblable au beurre, mais de prix inférieur, apte à se conserver longtemps sans s'altérer en gardant sa valeur nutritive ». En un temps où le beurre était cher, rare et se conservait mal, il s'agissait de « découvrir un produit propre à remplacer le beurre ordinaire pour la marine et pour les classes sociales peu aisées ». Le pharmacien français Mège-Mouriès réalisa une émulsion blanche résultant de graisse de bœuf fractionnée, de lait et d’eau, baptisée « margarine », mot forgé à partir du grec μάργαρον, márgaron (« blanc de perle ») et de la terminaison du mot glycérine. Le brevet est déposé en 1872 et la commercialisation de la margarine va alors se développer. En France, le produit prend mal auprès des consommateurs. Le brevet est racheté en 1878 par deux industriels néerlandais, Pieter-Eduard Leverd et Antoon Jurgens.

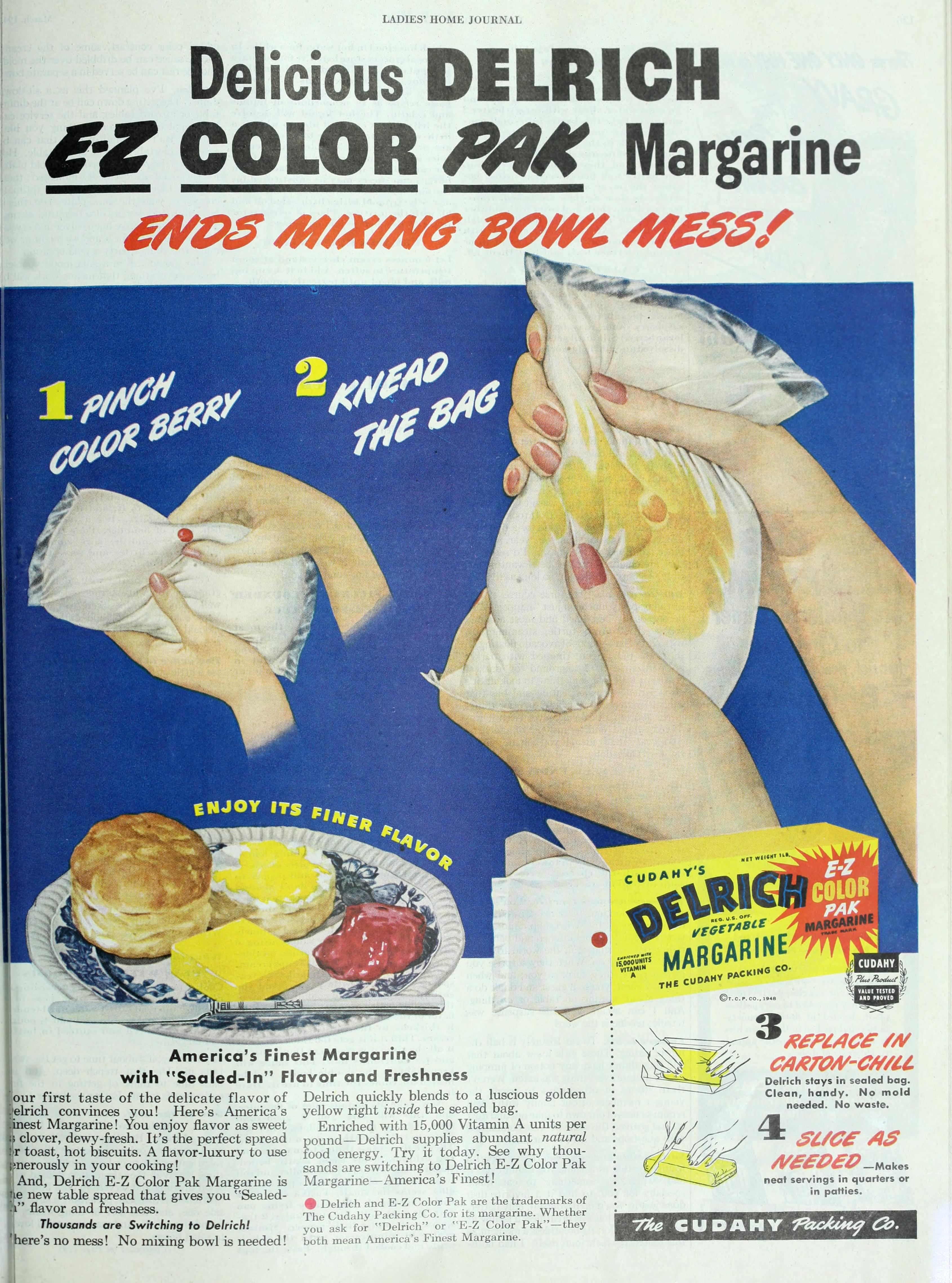
Publicité américaine de 1948, montrant comment on « colore » sa margarine. Une ampoule de couleur jaune serait ouverte et mélangée au produit (la margarine était jaune pour la différencier du beurre au Canada et aux États-Unis).

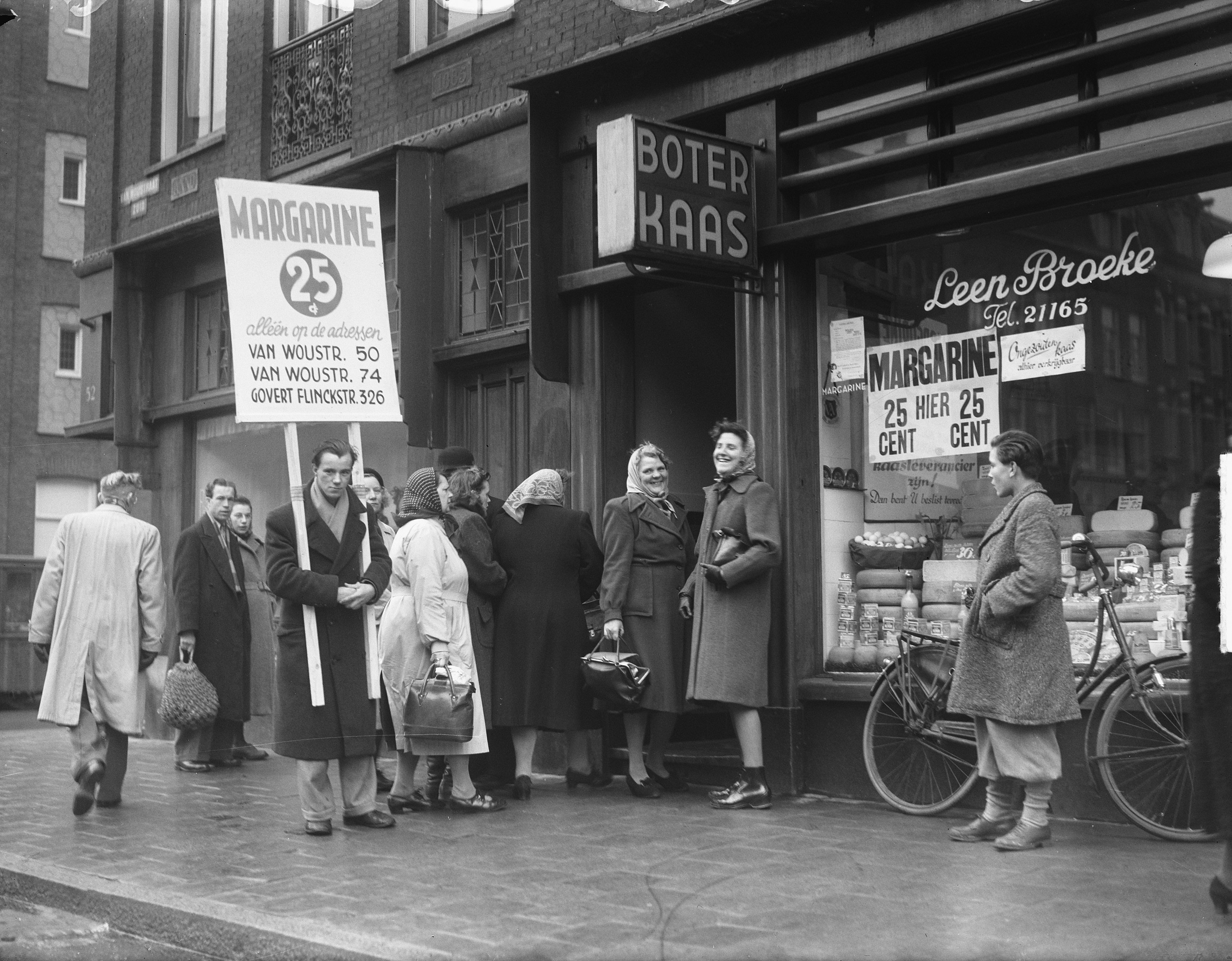
Cette fromagerie-crèmerie de la Van Woustraat à Amsterdam fait de la réclame, le 31 janvier 1950, sur la baisse du prix de la margarine qu'elle propose.

Les progrès de la science au début du XXe siècle, notamment la découverte des procédés d’hydrogénation des huiles, vont permettre d'une part de découvrir que l'acide margarique n'est pas un composé pur, mais en fait un mélange d'acide palmitique et d'acide stéarique, et d'autre part, d’utiliser les huiles et graisses végétales dans la fabrication des margarines et ce, pour pallier le manque de disponibilité de graisse de bœuf, abaissant ainsi les coûts de fabrication. La margarine est aujourd’hui bien différente de son ancêtre né en 1869 et contre laquelle mirent bientôt en garde les ouvrages culinaires de l'époque dans lesquels on pouvait trouver ce genre de description : « L'oléo-margarine est un beurre artificiel produit par la graisse ou suif de bœuf broyé, puis chauffé. Ce résidu solide, coloré, baratté avec du lait constitue l'oléo-margarine ». L'oléo-margarine devint d'ailleurs le syntagme utilisé aux États-Unis. L'utilisation exclusive de graisses végétales est effective dès la fin du XIXe siècle.
Contrairement au beurre, produit laitier, obtenu à partir de crèmes de lait crues ou pasteurisées, congelées ou surgelées, la phase grasse de la margarine est composée principalement d’huiles végétales additionnées de matières grasses concrètes.
La texture et la valeur nutritionnelle de la margarine conditionnent les formulations d’huiles ou de matières grasses concrètes aujourd’hui utilisées. En effet, la nature des huiles végétales (tournesol, tournesol oléique, colza, olive) permettent d’apporter un rapport en acides gras oméga 6 et oméga 3 équilibré, recommandé par l’ANSES. Il est indispensable d’y associer des matières grasses concrètes d’origine animale comme le beurre, ou végétales comme le coprah, le palmiste ou le karité, permettant de structurer la margarine et apporter les propriétés techno-fonctionnelles demandées par les opérations industrielles.

## Consommation de margarine

### France
En 2012, la production française de margarine a atteint 93 000 tonnes pour des ventes estimées à 471 millions d’euros. Le marché français des margarines non industrielles ou de table représente environ 75 000 t pour un marché des beurres approchant les 175 000 t. En Italie, Le marché est de l’ordre de 8 200 t avec une consommation annuelle par habitant de 1,2 kg. La consommation de margarine en France se stabilise autour de 2,66 kg/habitant/an, en contraste avec la consommation de matière grasse laitière qui est de 8,3 kg/habitant/an en 2014. Le beurre représente plus de 40 % du budget « matières grasses » des ménages, l’huile près d’un tiers, les matières grasses solides allégées environ 17 % et la margarine de l’ordre de 7 %. À l’inverse du beurre, les huiles, les matières grasses allégées et la margarine voient leur part progresser avec l’âge dans les dépenses des ménages, à partir de 50 ans pour les huiles et jusqu’à 65 ans pour les matières grasses allégées. Ces évolutions traduisent des modifications de pratiques alimentaires en grande partie liées à des préoccupations de santé.

### Composition d’une margarine / beurre
À l'heure de l'alimentation « nutritionnellement correcte », la France n'échappe pas à la tendance européenne de réduction de sa consommation de matière grasse. Le beurre reste le principal corps gras acheté par les ménages français devant les margarines et les corps gras allégés. Outre le goût caractéristique et la teneur en vitamines A et D, le beurre contient une proportion d’acides gras saturés importante et une texture plus ou moins dure en fonction de la saison. Face à cette émulsion d’origine laitière uniquement obtenue à partir de crèmes pasteurisées, congelées ou surgelées, les margarines d’aujourd’hui permettent d’apporter une texture ciblée, en fonction des mélanges d’huiles et de matière grasse concrètes, tout en réduisant la proportion d’acides gras saturés.

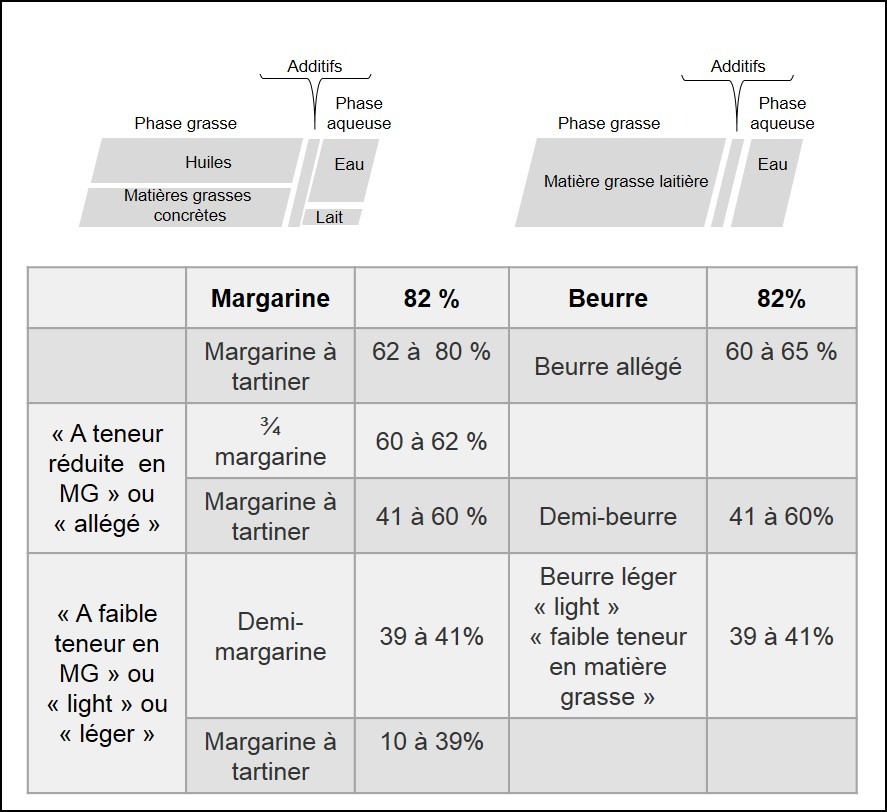
Description des teneurs en matière grasse des différents types de beurre et margarine.

Certaines margarines sont actuellement formulées sans utilisation d’huile de palme. Elles permettent aussi de prendre en compte l’apport énergétique et la praticité (dureté à la sortie du réfrigérateur) en proposant différentes formules à teneur en matière grasse réduite. Le beurre a dû s’adapter à cette évolution en proposant à son tour des beurres « frigotartinables » obtenus par cristallisation fractionnée. Mais l’intérêt majeur des margarines réside dans la possibilité de choisir les différentes sources lipidiques entrant dans sa composition permettant de supplémenter notre alimentation en acides gras polyinsaturés de la série oméga 3, encore déficitaires malgré les recommandations des instances nationales. Le marché a connu une transformation structurelle importante depuis une quinzaine d’années. En 2000, 93 % des produits rencontrés dans les linéaires étaient des margarines traditionnelles ou allégées et seulement 8 % affichaient une « allégation santé ». La proportion s’est ensuite inversée, en 2014 63 % revendiquent des qualités « santé » ou « nutrition ».
Les margarines, comme les beurres, sont utilisées en pâtisserie, biscuiterie, boulangerie ou chez le consommateur comme matières grasses tartinables ou pour la cuisson. La « margarine » désigne les « produits se présentant sous forme d’une émulsion solide et malléable, principalement du type eau dans la matière grasse, dérivés de matières grasses végétales et/ou animales solides et /ou liquides propres à la consommation humaine dont la teneur en matière grasse d’origine laitière n’excède pas 3 % de la teneur en matières grasses ».

### Composition de la phase grasse
La composition de la phase grasse dépend de son utilisation et du taux de matière grasse qui varie en moyenne entre 50 et 70 % avec une proportion en acides gras saturés (AGS) qui permet d’obtenir la consistance souhaitée. En effet, les margarines « allégées » sont actuellement plus prisées en raison de leur intérêt nutritionnel et de la présence d’acides gras polyinsaturés (AGPI) apportés par certaines huiles végétales leur conférant un bénéfice « santé ».
Les formulations issues de mélanges d’huiles et de matières grasses concrètes permettent d’obtenir des propriétés physico-chimiques intéressantes en termes de point de fusion des triglycérides qui influent sur le fondant en bouche des produits. Le rapport « matière grasse cristallisée sur matière grasse à l’état liquide », appelé Solid Fat Content et mesuré selon la norme NF EN ISO 8292-1, permet d’avoir une idée sur la cristallisation et les textures différentes que l’on peut obtenir en fonction des besoins recherchés.

#### Huiles végétales
Les huiles végétales sont les corps gras issus de la trituration de graines ou fruits de végétaux. Elles sont composées à 98 % de triglycérides, qui en fonction de leur nature et proportion, induisent les propriétés de l’huile, notamment le point de fusion. Les huiles peuvent être liquides à température ambiante, c’est-à-dire avec un faible point de fusion (comme le colza, le maïs, l’arachide, le soja, le tournesol…) ou concrètes, ce sont les huiles de coprah, de palme ou de palmiste.
En fonction du prix de revient recherché et des spécificités technologiques attendues de la margarine, le formulateur choisit les différents composants de la phase grasse et leurs proportions en fonction d’une propriété essentielle, la cinétique de fusion. En effet, la matière grasse étant un équilibre des fractions solides et liquides, on étudie lors de la formulation l’évolution de la proportion de ces fractions en fonction de la température pour établir une sorte de carte d’identité de la phase grasse.

### Composition de la phase aqueuse
Ces lipides constitués majoritairement de triglycérides sont émulsionnés avec une phase aqueuse constituée d’eau, additionnée ou non de lait ou de protéines laitières. L’eau, si elle est utilisée, doit avoir un pH aux alentours de 6 et ne doit pas contenir de sels de fer ou de manganèse, agents favorisant l'oxydation, elle est donc préalablement traitée et filtrée. En ce qui concerne le lait, il est uniquement utilisé dans les margarines de qualités supérieures à forte valeur ajoutée.

### Additifs
Certains additifs et auxiliaires technologiques sont utilisés dans la fabrication de la margarine. Il s’agit de colorants (caroténoïdes, rocou, bixine, norbixine, curcumine) autorisés selon l’arrêté du 2 octobre 1997, les arômes, vitamines, antioxydants, le sel, régulateur de pH, acide lactique, acide citrique, épaississant.
L’ajout de tensio-actifs (lécithine, mono et di-glycérides) ou la présence de matières premières les contenant naturellement est indispensable pour stabiliser l’émulsion ainsi formée.
| Agents émulsifiants  | Les deux phases de la margarine étant non miscibles, il est difficile de les mélanger et surtout de garder ce mélange stable. Ceci est dû aux forces d’interactions hydrophobes qui rendent, de façon thermodynamique, le mélange impossible. C’est pour cela que l’utilisation des émulsifiants est importante puisque ces molécules vont permettre d’abaisser les forces, de réduire le travail nécessaire à la formation d’un mélange stable. Cette stabilité étant par la suite assurée par la cristallisation. Grâce aux émulsifiants, la margarine acquiert sa consistance assez dure à température ambiante mais assez souple pour être tartinée. Les plus couramment ajoutés sont la lécithine de soja ou les mono et di-glycérides d’acides gras. |
| Arômes               | Afin d’améliorer les propriétés organoleptiques de la margarine, l’ajout de lait aromatisé ou de beurre est couramment utilisé pendant le processus de fabrication. |
| Colorants            | La couleur recherchée dans l’industrie de la margarine est celle du beurre, c’est-à-dire une couleur jaune-orange de carotène. Pour cela, on ajoute à la phase grasse des bêta-carotènes ou on utilise ceux qui sont directement contenus dans l’huile de palme car la margarine est de couleur blanche si l’on n’additionne pas de colorant pendant le processus de fabrication, d’où son nom de « perle blanche ». Certains états des États-Unis ont interdit l'adjonction de colorant à la margarine. Le colorant était vendu séparément, le mélange s'effectuant chez le consommateur final. |
| Sel                  | Le sel contribue à la protection du produit contre les dégradations microbiologiques et en même temps à améliorer la sapidité de la margarine. |
| Vitamines            | L'ajout de vitamines permet aussi de rehausser les propriétés diététiques de la margarine. À cette fin, on utilise surtout les vitamines liposolubles telles que la vitamine A et la vitamine D2. La teneur des huiles végétales en vitamine E est en général suffisante. |
| Correcteur d'acidité | Pour une bonne conservation, le pH doit être maintenu entre 4 et 5,5. Pour ce faire, on se sert d'acide citrique ou lactique et de leurs sels de sodium, de potassium ou de calcium. |
| Conservateurs        | Pour la conservation, le recours à l'acide sorbique est usuel. En effet, l'acide sorbique est actif contre le développement des levures, des moisissures et, à un degré moindre, des bactéries. Bien que son spectre d’action soit large, il ne couvre pas l’ensemble des micro-organismes. L'association à ses sels de sodium ou de potasse permet d'étendre ce spectre. |

### Processus de fabrication
Le principe de fabrication des margarines repose sur l’émulsion eau dans l’huile. La phase lipidique (essentiellement constituée de matières grasses végétales) constitue la phase continue dans laquelle est incluse la phase dispersée (contenant divers additifs et ingrédients) : l’eau ou le lait.

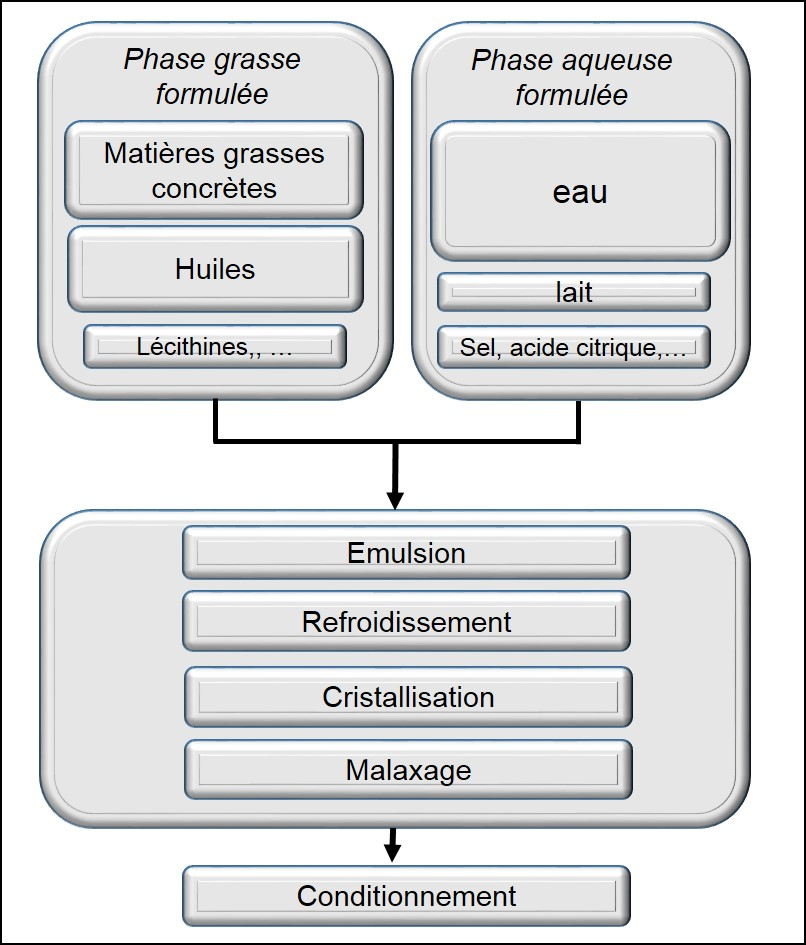
Différentes étapes de fabrication d'une margarine.

#### Mélange et émulsion
Les deux phases (aqueuse et lipidique) sont mises en présence. L’émulsion se fait par agitation. La phase aqueuse est incluse dans la phase continue lipidique. La durée d’agitation permet d’obtenir une phase dispersée composée de bulles de plus en plus fines. L’émulsion est stabilisée par les émulsifiants qui se placent à l’interface eau/huile, et maintiennent la structure grâce à leur caractère amphiphile (c’est-à-dire lipophile et lipophobe).
L’évolution tend vers des procédés continus, où les phases sont émulsionnées au fur et à mesure en continu. Si un problème survient, la production est arrêtée, et seulement un petit volume de produit en traitement est jeté. Plusieurs possibilités sont offertes aux industriels aujourd’hui par les équipementiers :
- soit les phases sont stockées dans de gros réservoirs et mélangées dans une cuve tampon de petite contenance (process semi-continu) ;
- soit le mélange se fait directement avec un système de pompes.

#### Refroidissement et cristallisation
Ces deux étapes sont souvent couplées. Une fois l’émulsion faite, il faut la maintenir de façon durable et compléter ainsi l’action des émulsifiants. Pour cela, le mélange est refroidi (à l’azote liquide souvent par échange de chaleur). Le refroidissement à très basse température permet la cristallisation de la phase grasse. La formation de cristaux entraîne un meilleur maintien de la structure de la margarine. Là encore, il existe une certaine diversité de machines, mais reposant toutes sur le même principe. Seules les spécifications techniques varient.

#### Conditionnement
Une fois refroidie et cristallisée, la margarine est pompée, grâce à des pompes hautes pressions, puis conditionnée. Il existe deux types de conditionnement pour la margarine :
- en barquette PVC ;
- en papier aluminium.

Selon le type de conditionnement, l’appareillage sera différent. Par ailleurs, c’est à cette étape que sont prélevés les échantillons de produit nécessaires au contrôle qualité du produit fini.

## Application des margarines en industrie
L’intérêt d’utiliser des margarines en industrie est lié à la variété de textures spécifiques aux différentes applications que l’on trouve dans le domaine de la pâtisserie et de la viennoiserie. Si les fourrages et garnitures de gâteaux requirent une matière grasse autorisant un foisonnement, l’utilisation de graisse concrète comme le coprah est privilégiée, contrairement aux applications comme « l’incorporation » qui nécessite une consistance de la matière grasse relativement faible pour une bonne dispersion dans la pâte. Pour ce qui est du « feuilletage », la margarine doit présenter une texture plutôt plastique permettant la formation d’un film homogène lors de l’opération de « laminage ». Les caractéristiques de cristallisation et le profil SFC des formulations lipidiques sont déterminantes.
À ce stade, il est important de prendre en compte la notion de polymorphismes des acides gras des différentes sources lipidiques utilisées dans les formulations de margarine. Lors du procédé de refroidissement, la vitesse de refroidissement conduira à des cristallisations différentes des acides gras sous différentes formes cristallines. Si le refroidissement est rapide, la forme α sera privilégiée contrairement à la forme β obtenue lors d’un refroidissement très lent. Les formes α et β’ sont privilégiées pour leurs propriétés plastiques notamment en boulangerie-pâtisserie.

## Allégation «santé» des margarines
Ashok R. Patel et ses collaborateurs (2016) font une synthèse sur les besoins actuels en lipides et en acides gras saturés, monoinsaturés, polyinsaturés, polyinsaturés à longue chaîne (EPA, DHA), ainsi que la consommation en acides gras trans. Dans l'alimentation humaine, les margarines d’aujourd’hui peuvent jouer le rôle de vecteur d’acides gras essentiels, acides gras indispensables, mais aussi apporter des compléments en vitamines (A, D) ou en antioxydants.
Les huiles de soja, maïs et tournesol sont majoritairement composées d’acides gras de la série oméga 6 qui sont déjà fortement présents dans notre alimentation (reconnus athérogènes et pro-inflammatoires en cas de consommation excessive). Les margarines d’aujourd’hui tendent à limiter leur utilisation dans les formules actuelles privilégiant l’utilisation d’huiles plus riches en acides gras de la série oméga 3 pour essayer de rétablir le ratio oméga 3 / oméga 6. Certains acides gras polyinsaturés de la série oméga 3 comme l’acide alpha-linolénique (acide gras essentiel devant être apporté par l’alimentation) ou l’acide docosahexaénoïque (DHA ; acide gras indispensable), dont l'importance est reconnue par les instances internationales (EFSA, ANSES), peuvent être présents actuellement dans certaines formulations de margarines. Depuis de nombreuses années des travaux ont essayé d’incorporer des huiles de poisson dans les margarines pour les enrichir en EPA et DHA, chefs de file des acides gras polyinsaturés à longue chaîne, mais la présence d’odeur de poisson ne permet pas d’attirer les consommateurs vers ce type de produit. Aujourd’hui[Quand ?], l’utilisation d’huile algale riche en DHA, permet de proposer une nouvelle génération de margarine enrichie en AGPI-LC, avec des allégations « santé » reconnues « contribuant au maintien d’une vision normale et au bon fonctionnement du cerveau » (allégations UE no 432/2012). En effet les besoins quotidiens en EPA (250 mg) et en DHA (250 mg) recommandés par l’ANSES, sont généralement apportés par la consommation de poisson gras préconisée une à deux fois par semaine. Cependant, la population française, tout comme les pays occidentaux, consomme peu de poisson contrairement aux populations asiatiques et une supplémentation quotidienne en AGPI-LC de la série oméga 3 est une bonne chose, sur le plan nutritionnel.
Certaines margarines sont enrichies en phytostérols (composés naturels présents dans les plantes) et en phytostanols (moins sensibles à l’oxydation en raison d’une double liaison en moins par rapport aux phytostérols) en raison de leurs effets notables sur la réduction du cholestérol sanguin. Les travaux portant sur la stabilité de ces composés présents dans les margarines à 4 °C et 20 °C pendant 18 semaines montrent une légère diminution des phytostérols avec une dégradation plus marquée pour les phytostanols en produits oxydés, malgré le fait qu’ils possèdent une insaturation en moins. Il est donc important de conserver correctement les margarines enrichies en phytostérols et phytostanols à 4 °C. Leur action préventive sur les maladies cardio-vasculaires n’est cependant pas démontrée actuellement (ANSES, 2014).
Une étude de Sopelana et al. (2016) sur la stabilité à la cuisson (180 °C) des phytostérols présents dans les margarines à différentes teneurs en matière grasse montre que les phytostérols protègent les margarines des réactions d’oxydation en limitant l’apparition des produits d’oxydation secondaire comme les aldéhydes, époxydes et alcools. Il semble que le ratio matière grasse/phase aqueuse joue un rôle important favorisant les réactions d’oxydation pour de faibles concentrations en lipides.
Il est important de noter que l’utilisation des acides gras trans dans les margarines a bien évolué depuis une quinzaine d’années[Quand ?] avec une volonté d’éliminer totalement ces acides gras. En effet, ces acides gras trans, responsables d’augmenter la circulation des lipoprotéines de basse densité (ou LDL pour low density lipoprotein en anglais) et donc d’accroitre le risque d’apparition de maladies cardiovasculaires, ont incité les autorités de nombreux pays à réduire voire interdire la présence de ces composés dans les aliments. Une étude de DeAnn et al. (2016) reprend 32 études cliniques afin de déceler les possibles corrélations entre la présence d’acides gras trans retrouvés à différentes concentrations et l’augmentation des LDL. Les conclusions montrent de faibles corrélations sur la consommation d’acides gras trans et le risque d’apparition de maladie cardiovasculaire. Les résultats d’une méta-analyse sur les effets des acides gras trans sur les LDL ne semblent montrer aucune incidence pour des consommations en acides gras trans inférieures à 3 % des apports totaux (Bruce et al., 2016). En France, l’ANSES a fixé un seuil maximal d’apport en acides gras trans à 2 % de l'AET, quels que soient l'âge et le sexe, aussi bien chez les enfants que chez les adultes en 2005 et maintenu en 2008. Elle encourage les efforts de réduction de l'utilisation de ces acides gras trans déjà mis en œuvre par les professionnels, tant en alimentation humaine qu'animale, afin de réduire le risque d'exposition. En 2005, l'AFSSA retenait le seuil de 1 % des acides gras trans totaux comme teneur maximale acceptable dans les margarines (AFSSA, 2005, 2009),. Ces acides gras trans ne sont plus présents dans les margarines d’aujourd’hui, si ce n’est à moins de 1 % contrairement à une trentaine d’années où ils étaient présents en grande proportion (10 - 20 %) dans les margarines hydrogénées, largement répandues pour des motifs économiques et industriels. Il faut noter que la matière grasse laitière contient également de faibles quantités d’acides gras trans, isomères de l’acide linoléique conjugué appelé couramment CLA (conjugated linoleic acid) (Siurana et Calsamiglia, 2016).
Certaines études tendent à réduire la teneur en sel présent dans les margarines par l’addition d’épices apportant par la même occasion une protection contre les réactions d’oxydation (de Oliveira Lopes et al., 2014). En effet, une consommation importante de sel contribue au développement de l’hypertension et des maladies cardiovasculaires. Première cause de mortalité dans le monde, l’hypertension affecte près de 25 % de la population adulte aujourd’hui[Quand ?] et près de 60 % en 2025.

## Économie
Avec 150 millions d'euros de chiffre d'affaires en 2020, le marché français de margarine est dominé par St Hubert, société détenue par les conglomérats chinois Fosun et Sanyuan (en),.